# IATA 공항 코드가 부여된 역 목록
IATA 공항 코드가 부여된 역 목록은 IATA 공항 코드가 부여되어 있는 철도역의 목록이다. 공항과 가까워 연락 운송이 이루어지고 있거나, 또는 열차가 항공편과 코드 셰어로 운행(공동운항)되는 등의 경우의 필요로 인해 부여되어 있다.

## 관련된 주요 철도 노선
- 암트랙이 운행하는 뉴어크 리버티 국제공항과 뉴어크를 잇는 노선
- 도이체 반이 운행하는 프랑크푸르트 공항과 프랑크푸르트를 잇는 노선(AiRail)
- SNCF가 운행하는 파리 샤를 드 골 공항과 파리 오를리 공항을 잇는 노선(TGVAIR)
- 탈리스가 운행하는 파리 샤를 드 골 공항과 스히폴 공항을 잇는 노선
- 스위스 국철(de)이 운행하는 취리히 공항과 취리히를 잇는 노선

## 코드 목록
- 특히 첫 문자가 Q와 X인 코드는 이러한 철도역에 집중적으로 사용된다.

### B
- BNJ 본 중앙역, 독일

### M
- MHG 만하임 중앙역, 독일

### Q
- QDU 뒤셀도르프 중앙역, 독일
- QFB 프라이부르크 중앙역, 독일
- QKL 쾰른 중앙역, 독일
- QLJ 루체른 역, 스위스
- QLS 로잔 역, 스위스
- QJZ 낭트 역, 프랑스
- QXB 엑상프로방스 TGV 역, 프랑스
- QXG 앙제 생로 역, 프랑스

### X
- XDB 릴 유럽 역, 프랑스
- XDT 샤를 드 골 공항 2 TGV역, 프랑스
- XHK 발랑스 TGV 역, 프랑스
- XJY 마씨 TGV 역, 프랑스
- XKL 쿠알라룸푸르 센트럴 역, 말레이시아
- XOP 프와티에 역, 프랑스
- XPJ 생 로크 역(몽펠리에), 프랑스
- XRF 생 샤를 역(마르세유), 프랑스
- XSH 생 피에르 데 코르 역(투르), 프랑스
- XYD 라 파르 디외 역(리용), 프랑스
- XYL 페라슈 역(리용), 프랑스
- XZN 아비뇽 TGV 역, 프랑스

### Z
- ZAQ 뉘른베르크 중앙역, 독일
- ZDH 뮐루즈 역, 프랑스 및 바젤 SNCF 역, 스위스(2개역 공동 사용)
- ZDJ 베른 역, 스위스
- ZFJ 렌 역, 프랑스
- ZFQ 생 장 역(보르도), 프랑스
- ZFV 30번가 역(필라델피아), 미국
- ZLN 르망 역, 프랑스
- ZMB 함부르크 중앙역, 독일
- ZMU 뮌헨 중앙역, 독일
- ZTF 스탠포드 역, 미국
- ZVE 뉴 헤븐 유니온 역, 미국
- ZVR 하노버 중앙역, 독일
- ZWI 윌밍턴 역, 미국
- ZWS 슈투트가르트 중앙역, 독일
- ZYN 님 역, 프랑스
- ZYR 브뤼셀 쥐트 역, 벨기에
- ZYZ 베르헴 역(안트베르펜), 벨기에

## 같이 보기
- 공항철도
- IATA 공항 코드 목록